# Hippolyte Leroy (artiste)
Hippolyte Leroy, parfois orthographié Le Roy, est un sculpteur, peintre, dessinateur de médailles, dessinateur et aquarelliste belge, né à Liège le 4 avril 1857 et mort à Gand le 29 octobre 1943 .  

## Biographie
Marie Guillaume Hippolyte Leroy est né à Liège le 4 avril 1857. Son père, Jean François Leroy, lui-même fils du liégeois Mathieu Leroy et de la tongroise Louise Françoise Vandermeer, né à Liège en 1802, et mort à Jette-Saint-Pierre en 1884, était négociant, puis employé et enfin rentier. Avec son mari et leurs enfants, la mère d'Hyppolite, Anne Catherine Vandenhoudt, qui était d'Hasselt où elle était née en 1823 et où elle s'était mariée le 10 mai 1842, avait quitté Liège, où elle avait vécu de nombreuses années avec son conjoint et leurs enfants, pour s'établir avec son mari et ses enfants à Schaerbeek. Elle y est morte en 1872. Hippolyte avait plusieurs frères et sœurs. 
Après avoir étudié à l'Académie de Gand durant son service militaire, Hippolyte Leroy se tourne vers l'art. Il étudie à Saint-Josse-ten-Noode, et obtient une bourse pour étudier à l'Ecole des Beaux-Arts de Paris durant deux ans, entre 1881 et 1883. Il contribue à la décoration de l'Arc de Triomphe en collaborant avec Alexandre Falguière. Il étudie par la suite à Rome grâce à une bourse de la Fondation Darchis, puis revient s'installer définitivement à Gand.
Il réalise principalement des médailles et des sculptures, comme les statues équestres qui ornaient l'entrée de l'Exposition universelle d' Anvers de 1885. A Gand, il sculpte les monuments de Charles de Kerchove, Karel Miry et Albert Mechelynck. Le cimetière occidental de Gand de très nombreuses œuvres de l'artiste. 
En 1900, il obtient une médaille d'argent à l'Exposition universelle de Paris.
Avec son frère, l'architecte Maximilaan Le Roy, ils élaborent un monument à la mémoire des soldats belges tombés lors des combats de Hautem-Sainte-Marguerite en 1914, inauguré en 1923. Le monument représente un officier blessé identifié comme étant le major Jules-Ghislain Dugniolle, encourageant un soldat à continuer le combat. L'ajout de deux plaques de bronzes représentant des exactions commises par les soldats allemands sur la population civile fait polémique, le monument étant jugé offansant pour l'Allemagne. Les plaques seront retirées par l'occupant durant la Seconde Guerre mondiale. L'une sera fondue, l'autre preservée est aujourd'hui exposée au musée de Tirlemont.
Il enseigne la peinture à l'Institut supérieur d'Anvers pendant plusieurs années.
Il meurt à Gand, où il s'était établi depuis de longues années, le 29 octobre 1943 à l'âge de 86 ans.

## Œuvres
Liste non exhaustive des oeuvres majeures d'Hyppolite Leroy.

### Sculptures et statuaire[7]
- Monument aux morts des combats de Hautem-Sainte-Marguerite, Tirlemont.
- Monument à Alphonse Lange, Le Coq.
- Monument aux morts, Heist-sur-mer.
- Plaque commémorative de la guerre, Gand.
- Monument aux soldats français morts pour la Patrie, Gand.
- Monument à Charles de Kerckhove, Gand.
- Statue de Karel Miry, Gand.
- Médaillon avec le portrait de la princesse Clémentine, conservé au Musée royal des Beaux-Arts d'Anvers.

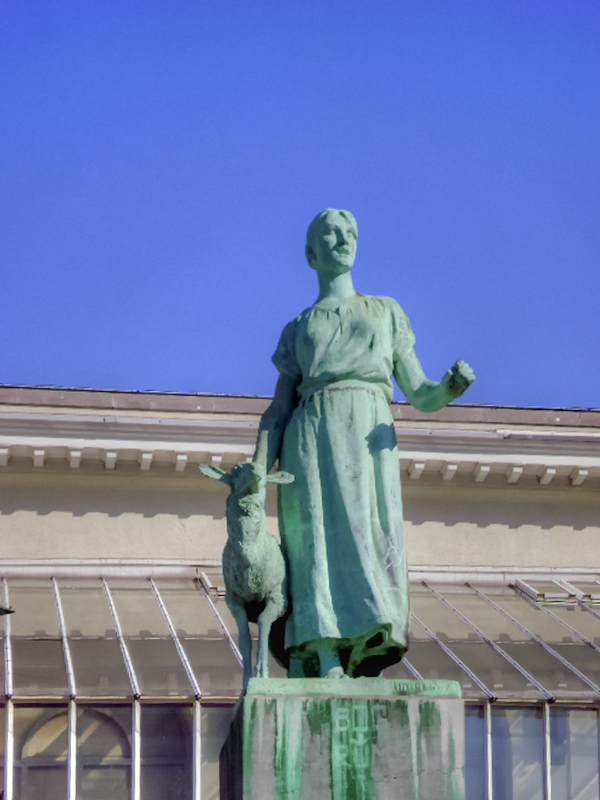
Le Printemps ou la Bergère, Jardin Botanique, Saint-Josse-ten-Noode[11].
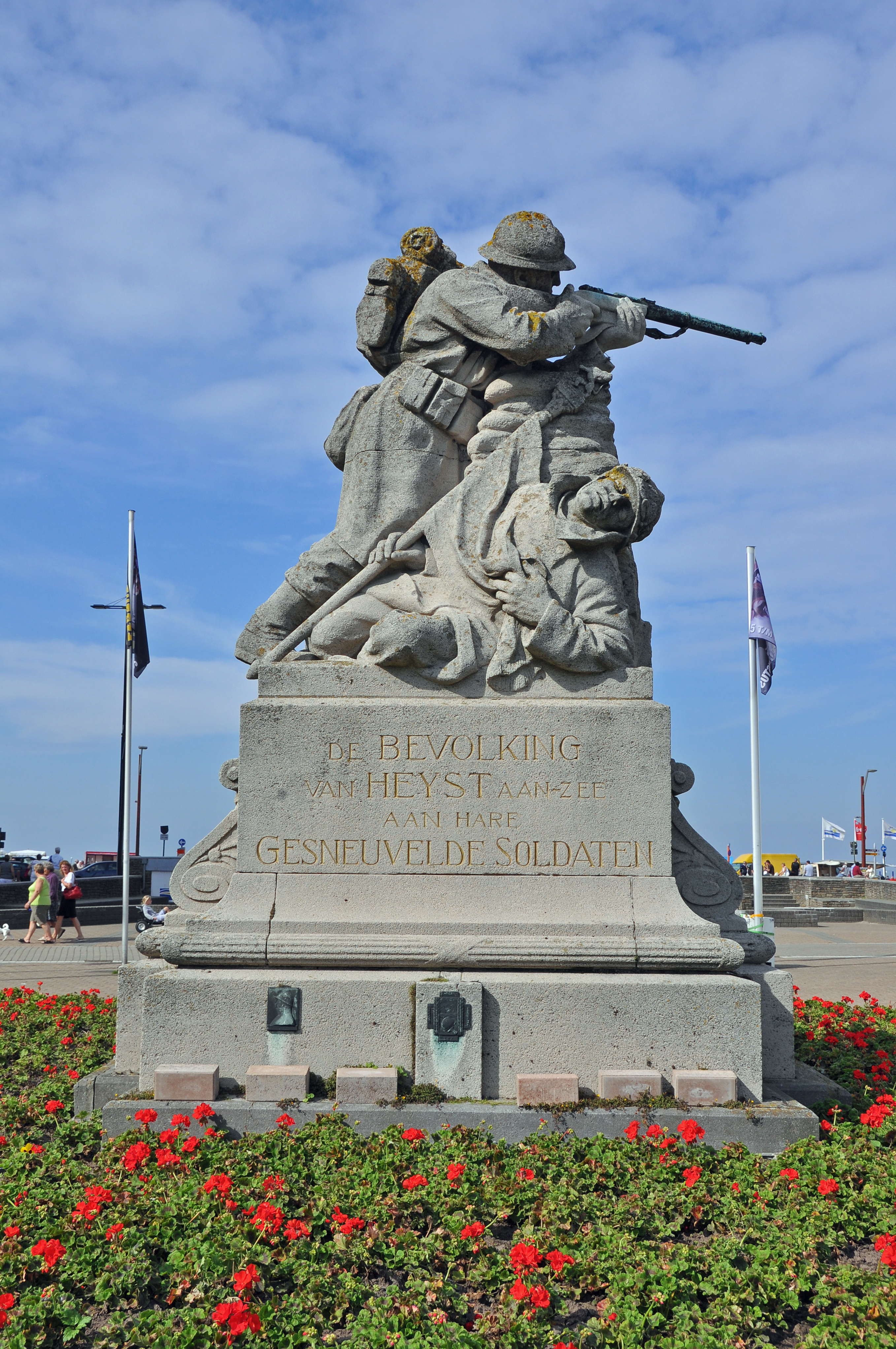
Monument aux morts, Heist-aan-Zee
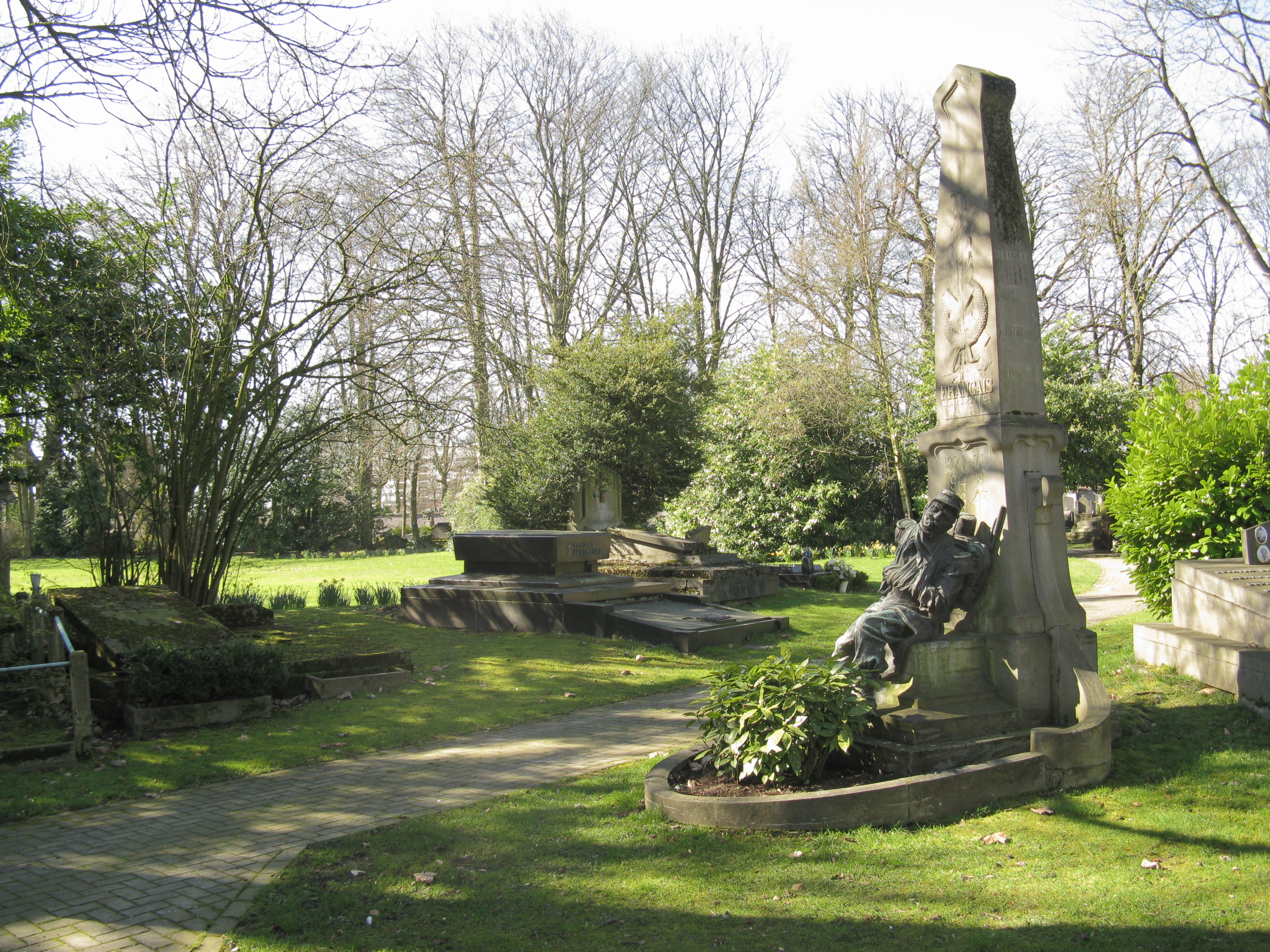
Monument aux Français tombés de 1870 à 1871, cimetière occidental, Gand.
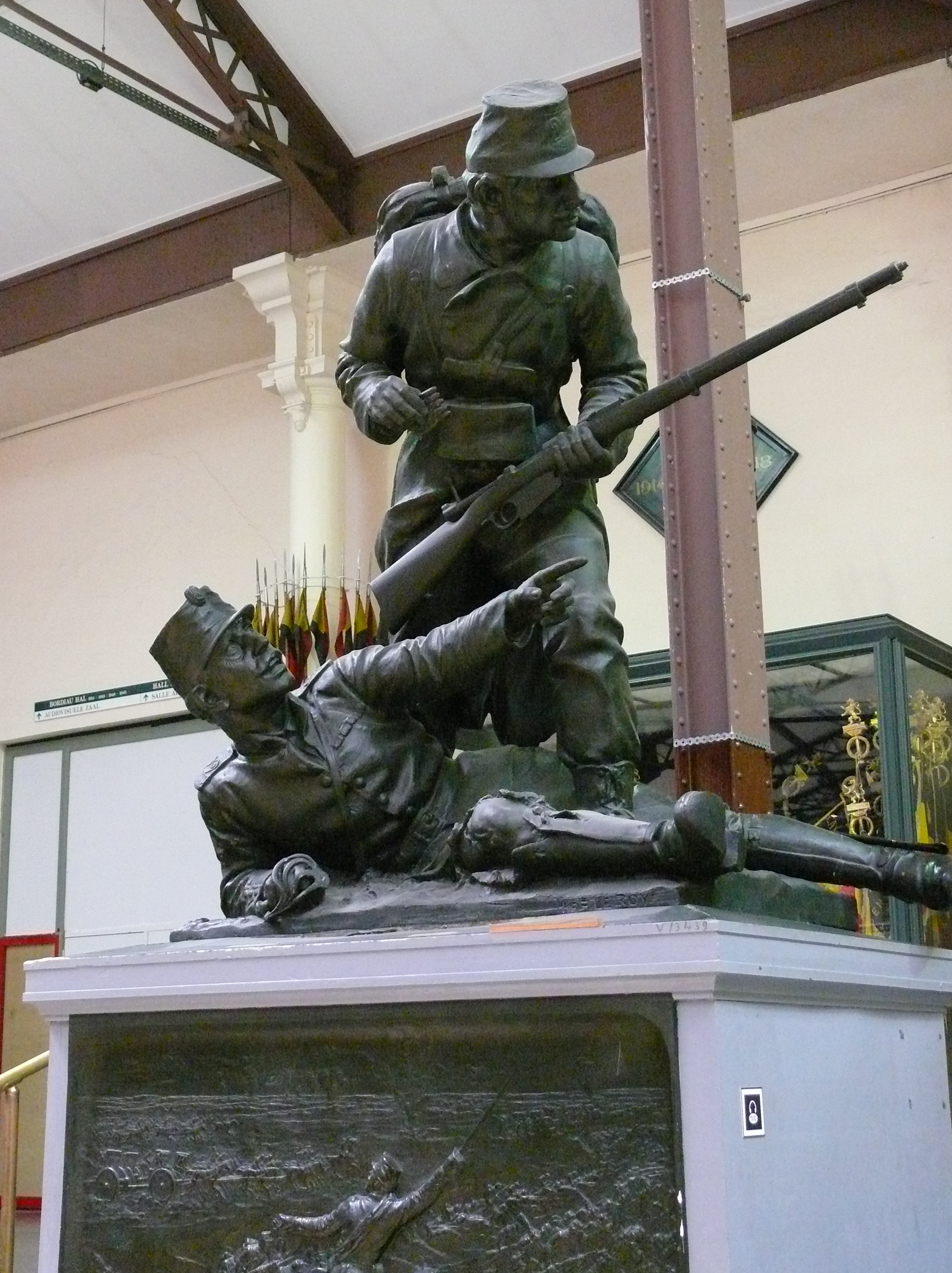
Maquette du monument des combats de Hautem-Sainte-Marguerite de Tirlemont, conservée au Musée royal de l'Armée à Bruxelles.

- Plaque commémorative aux Chasseurs Ardennais, Schaerbeek.
- Statue de Henri Magnus, Bourgmestre de Bruxelles en 1428, sur la façade de l'Hôtel de Ville de Bruxelles[11].
- Plaque commémorative à Thomas Braun, Nivelles[11].
- Quatre bas-reliefs de deux mètres de haut au-dessus de la devanture du magasin Dutry-Colson dans la rue des Champs (Veldstraat), à l'actuel n° 10, à Gand.
- La médecine, Université de Liége.  - Printemps au Jardin botanique de Bruxelles
  - Monument aux morts, Heist-aan-Zee
  - Monument aux Français tombés de 1870 à 1871, cimetière occidental, Gand.
  - Maquette du monument des combats de Hautem-Sainte-Marguerite de Tirlemont, conservée au Musée royal de l'Armée à Bruxelles.

### Peintures
- Dame op wandel met twee varkentjes ("Dame en ballade avec deux petits cochons"), peinture à l'huile[12].

## Sources
1. 1 2  « Le Roy Hippolyte », sur www.belgian-art-gallery.be (consulté le 17 octobre 2024)
2. ↑  Liège, acte de naissance n° 796 du 6 avril 1857 de Marie Guillaume Hippolyte Leroy, né le quatre de ce mois, à 11 heures du soir, fils de Jean François Leroy, employé et de Anne Catherine Vandenhoudt, conjoints, domiciliés en cette ville, rue basse Sauvenière n° 68 sud.
3. ↑  Liège, acte de décès n° 1342 du 5 novembre 1812. La défunte est Louise Françoise Vandermeer, née à Tongres, résidant à Liège, négociante, morte à Liège le 4 novembre 1812, fille de Jean Guillaume Vandermeer et d'Anne Jeanne Radoux, épouse de Mathieu Leroy, négociant. Les déclarant du décès étaient François Henry, chapelier à Liège et Joseph Dominique Debois, négociant à Liège.
4. ↑  Liège, acte de naissance n° 1337 du 23 messidor de l'an X de la République française. Jean François Leroy, né le 21 du mois, à deux heures du matin, est le fils de Mathieu Leroy, boulanger, et de Louise Françoise Vandermeer, son épouse, domiciliés rue Chaussée de Prez, n° 361, quartier d'Amercoeur (signé : M. Le Roij).
5. ↑  Jette-Saint-Pierre, acte de décès (en néerlandais) n° 23 du 22 février 1884. Comparait Marie Guillielmus Le Roy, sculpteur de profession, âgé de 26 ans, fils du défunt, qui déclare que Joannes Franciscus Leroy, rentier, habitant à Schaerbeek, rue de Locht n° 5, né à Liège le 10 juillet 1802, fils de Matheas et de son épouse Louisa Francisca Vandermeer, tous deux décédés, veuf d’Anna Catharina Vandenhoudt, est mort hier (le 21 février 1884) à huit heures du soir à la chaussée de Wemmel n° 104.
6. ↑  Schaerbeek, acte de décès n° 566 du 2 novembre 1872. Les déclarants sont Jean François Leroy, 70 ans, sans profession, domicilié à Schaerbeek, époux de la défunte, et Emile Schmidt, 30 ans, négociant, domicilié à Schaerbeek, qui déclarent que le 1er novembre 1872 à 4 heures et demie du matin en son domicile rue Gallait, n° 47, est morte Anne Catherine Vandenhoudt, sans profession, née à Hasselt le 5 février 1823, épouse du premier comparant, fille de Chrétien Vandenhoudt et de Marie Elisabeth Knaepen, décédés. (Suivent les signatures).
7. 1 2  « LE ROY Hippolyte | BE-monumen », sur be-monumen.be, 12 juin 2018 (consulté le 17 octobre 2024)
8. 1 2  (nl) « Le Roy, Hippolyte », sur inventaris.onroerenderfgoed.be, 4 avril 1857 (consulté le 17 octobre 2024)
9. ↑  « Jules Ghislain DUGNIOLLE | Belgian War Dead Register », sur wardeadregister.be (consulté le 17 octobre 2024)
10. ↑  (nl) « Monument ter ere van de gesneuvelden bij Sint-Margriete-Houtem », sur Toerisme Tienen (consulté le 17 octobre 2024)
11. 1 2 3  « BALaT KIK-IRPA », sur balat.kikirpa.be (consulté le 17 octobre 2024)
12. ↑  « Dame op wandel met twee varkentjes », sur www.belgian-art-gallery.be.